# Seasons Selection〜Autumn〜
『Seasons Selection〜Autumn〜』（シーズンズ セレクション オータム）は、コブクロが2023年9月8日にリリースした通算3作目の配信限定のベスト・アルバム。

## 概要
2023年2月にリリースされた『Seasons Selection〜Spring〜』、5月リリースの『Seasons Selection〜Summer〜 』に続き3作目となる配信限定でのアルバム。今作は秋ソングを中心に選曲。
なお、リリース日の2023年9月8日はコブクロの結成25周年を迎えた日であった。

## 収録曲
| 全作詞・作曲: 小渕健太郎。 |                            |            |            |          |      |
| #                          | タイトル                   | 作詞       | 作曲・編曲 | 編曲     | 時間 |
| 1.                         | 「Million Films」          | 小渕健太郎 | 小渕健太郎 | コブクロ | 5:21 |
| 2.                         | 「未来への帰り道」         | 小渕健太郎 | 小渕健太郎 | コブクロ | 5:24 |
| 3.                         | 「blue blue」              | 小渕健太郎 | 小渕健太郎 | 笹路正徳 | 4:41 |
| 4.                         | 「風をみつめて」           | 小渕健太郎 | 小渕健太郎 | コブクロ | 5:20 |
| 5.                         | 「NOTE」                   | 小渕健太郎 | 小渕健太郎 | コブクロ | 5:28 |
| 6.                         | 「コイン」                 | 小渕健太郎 | 小渕健太郎 | コブクロ | 6:01 |
| 7.                         | 「2人」                    | 小渕健太郎 | 小渕健太郎 | 笹路正徳 | 4:18 |
| 8.                         | 「何故、旅をするのだろう」 | 小渕健太郎 | 小渕健太郎 | コブクロ | 5:32 |
| 9.                         | 「FREEDOM TRAIN」          | 小渕健太郎 | 小渕健太郎 | コブクロ | 5:43 |
| 10.                        | 「夕紅」                   | 小渕健太郎 | 小渕健太郎 | コブクロ | 4:35 |
| 合計時間:                  | 合計時間:                  | 合計時間:  | 52:23      |          |      |